# Compsenia
Compsenia là một chi bướm đêm thuộc họ Erebidae.